# Euchilichthys
Euchilichthys (Евхіліхт) — рід риб родини Пір'явусі соми ряду сомоподібні. Має 5 видів. Наукова назва походить від грецьких слів eu, тобто «гарний», «добрий», cheilos — «губа», ichthys — «риба».

## Опис
Загальна довжина представників цього роду коливається від 9,7 до 25 см. Зовнішністю схожі на сомів роду Chiloglanis. Голова доволі широка, сплощена зверху. Морда загострена. Очі невеликі, розташовані з боків у верхній частині голови. Губи з дрібними сосочками. Верхня губа більша за нижню. Рот являє собою велику й потужну присоску, що охоплює губи та вусики. Тулуб осадкуватий і подовжений. Спинний плавець невеличкий, помірно високий, з розгалуженими променями. Жировий плавець короткий, товстий. Грудні плавці добре розвинені, видовжені. Черевні плавці маленькі. Анальний плавець значно більше за черевні плавці. Хвостовий плавець великий, розрізаний, з довгими кінцями.
Забарвлення коричневе або чорне з більш світлими смугами на хвостовому стеблі. У передній частині тулуб вкрито численними чорними цятками.

## Спосіб життя
Це демерсальні риби. Зустрічаються у швидких річках з кам'янистим ґрунтом. На швидкій течії цим сомам допомагає утриматися їхній рот-присоска. Вдень ховаються серед каміння та в печерках. Активні вночі. Живляться дрібними безхребетними і водоростями.

## Розповсюдження
Мешкають у басейні річки Конго.

## Види
- Euchilichthys astatodon
- Euchilichthys boulengeri
- Euchilichthys dybowskii
- Euchilichthys guentheri
- Euchilichthys royauxi